# Podział administracyjny Szlezwika-Holsztynu
Od 31 grudnia 2002 niemiecki kraj związkowy Szlezwik-Holsztyn podzielony jest na 11 powiatów (niem. Landkreis) i 1130 gmin (Gemeinde). Ponadto wydzielono 4 miasta na prawach powiatu (kreisfreie Stadt). 
| 1. powiat Dithmarschen 2. powiat Herzogtum Lauenburg 3. powiat Nordfriesland 4. powiat Ostholstein 5. powiat Pinneberg 6. powiat Plön | 1. powiat Rendsburg-Eckernförde 2. powiat Schleswig-Flensburg 3. powiat Segeberg 4. powiat Steinburg 5. powiat Stormarn | FL. Flensburg KI. Kilonia NMS. Neumünster HL. Lubeka |